# Gyrma Uelde-Gijorgis
Gyrma Uelde-Gijorgis (amhar. ግርማ ወልደ ጊዮርጊስ, ur. 28 grudnia 1924 w Addis Abebie, zm. 15 grudnia 2018 tamże) – etiopski polityk, od 8 października 2001 do 7 października 2013 prezydent Etiopii. 

## Życiorys
Służył w wojsku, m.in. jako oficer etiopskiej floty powietrznej. Był politykiem za panowania cesarza Hajle Syllasje I, pełniąc funkcję przewodniczącego niższej izby parlamentu. Po upadku cesarstwa w 1974 roku, pracował m.in. w Erytrei jako przedstawiciel Czerwonego Krzyża. 
W 1991 roku, po obaleniu Mengystu Hajle Marjama, zajął się biznesem i powrócił do pracy w parlamencie. W 2001 roku został jednogłośnie wybrany przez parlament na stanowisko prezydenta kraju, w 2007 roku uzyskał reelekcję. 
Miał pięcioro dzieci. Oprócz amharskiego znał języki oromo, tigrinia, włoski, angielski i francuski.